# Lubny
Lubny (in ucraino Лубни́?) è una città ucraina (44 089 abitanti) nel distretto di Lubny nell'oblast' di Poltava. Ospita l'amministrazione del distretto di Lubny e della comunità territoriale di Lubny, una delle comunità territoriali dell'Ucraina.

## Storia
Lubny è ritenuta una delle città più antiche in ucraina, presumibilmente fondata nel 988 dal Knjaz (principe) Vladimiro il Santo (Volodymyr) di Kyiv. Le prime fonti scritte che la menzionano, tuttavia, risalgono al 1107.
Inizialmente era una piccola fortezza in legno sul fiume Sula. La fortezza crebbe rapidamente e, nel XV o XVI secolo, era proprietà della potente famiglia Wisniowiecki. La città era governata secondo il Diritto di Magdeburgo e aveva uno stemma.
Nel 1596 Lubny fu teatro dell'ultima battaglia fra Severyn Nalyvaiko e i polacchi. Nel XVII secolo la città era una delle più grandi della zona. Nel 1638 aveva 2 646 abitanti.
Dopo la Rivolta di Chmel'nyc'kyj, fra il 1648 e il 1781, divenne quartier generale del reggimento cosacco di Lubny.
Nel 1782 Lubny divenne centro di un uezd nel vicereame di Kiev. Nel 1793 la città fu inclusa nel governatorato di Malorossija, e dal 1802 nel governatorato di Poltava.
Dopo la costruzione di una linea ferroviaria attraversante Lubny nel 1901, l'industria crebbe rapidamente in città.
Un quotidiano locale («Лубенщина», Lubenščina) è in circolazione dal luglio 1917.
Durante l'occupazione tedesca sul fronte orientale, Lubny fu centro di una forte attività di resistenza partigiana. Due campi di concentramento nazisti si trovavano nelle vicinanze della città. Il 16 ottobre 1941 più di mille abitanti ebrei, inclusi donne e bambini, furono massacrati dagli Einsatzgruppen tedeschi nella periferia della città. Il gesto è documentato nella sua interezza dal fotografo Johannes Hähle.
Fino al 18 luglio 2020, Lubny era classificata come città di rilevanza dell'oblast e non apparteneva al distretto di Lubny, sebbene fosse il centro amministrativo. Con la riforma amministrativa, che ridusse a quattro il numero di distretti nell'oblast', la città fu accorpata al distretto di Lubny.